# Zagorica pri Velikem Gabru
Zagorica pri Velikem Gabru – wieś w Słowenii, w gminie Trebnje. W 2018 roku liczyła 247 mieszkańców.